# Кундуштур (посёлок, Ронгинское сельское поселение)
Кундуштур (мар. Кундыштӱр) — посёлок в Советском районе Республики Марий Эл. Входит в состав Ронгинского сельского поселения.

## География
Находится в центральной части республики Марий Эл на расстоянии приблизительно 11 км по прямой на юг от районного центра посёлка Советский недалеко от деревни Ошмаенер.

## История
В начале 1920-х годов в деревне имелись смолокуренный завод, кузница. В 1970 году здесь было 39 дворов, в 1985 году 30, в 1995 году — 19, а в 2002 году оставалось только 15 хозяйств, в которых проживали 19 человек, в основном пенсионеры. В советское время работал колхоз «Правда». До 2010 года входила в Чкаринское сельское поселение.

## Население
Население составляло 23 человека (91 % мари) в 2002 году, 13 в 2010.